# Wesmaelius koreanus
Wesmaelius koreanus är en insektsart som först beskrevs av Krüger 1922.  Wesmaelius koreanus ingår i släktet Wesmaelius och familjen florsländor. Inga underarter finns listade i Catalogue of Life.